# Agrilus heterothecae
Agrilus heterothecae es una especie de escarabajo joya del género Agrilus, familia Buprestidae, orden Coleoptera. Fue descrita científicamente por Knull, 1972.
Mide 5.6-7 mm. Se encuentra en el suroeste de Estados Unidos y en México. Se alimenta de Asteraceae (Heterotheca).